# Chimarra saganeitina
Chimarra saganeitina är en nattsländeart som beskrevs av Navás 1932. Chimarra saganeitina ingår i släktet Chimarra och familjen stengömmenattsländor. Inga underarter finns listade i Catalogue of Life.